# 布萊克湖 (薩斯喀徹溫省)
59°12′00″N 105°15′02″W / 59.20000°N 105.25056°W
布萊克湖是加拿大的湖泊，由薩斯喀徹溫省負責管轄，屬於馬更些河流域的一部分，長55公里、寬17公里，面積464平方公里，海拔高度281米。

## 外部連結
- Fish Species of Saskatchewan